# Perinereis pseudocavifrons
Perinereis pseudocavifrons är en ringmaskart som beskrevs av Fauvel 1930. Perinereis pseudocavifrons ingår i släktet Perinereis och familjen Nereididae. Inga underarter finns listade i Catalogue of Life.